# Kommentar des litauischen Strafgesetzbuchs
Der Kommentar des litauischen Strafgesetzbuchs (lit. Lietuvos Respublikos baudžiamojo kodekso komentaras) ist der einzige Gesetzeskommentar, der das neue Strafgesetzbuch Litauens (Baudžiamasis kodeksas) von 2000 für die Republik Litauen zum Gegenstand hat. Die einzelnen Artikel des Gesetzbuchs werden zitiert und interpretiert. Die Praxis von Konstitucinis Teismas, Lietuvos Aukščiausiasis Teismas und Gerichtshof für Menschenrechte wird auch behandelt. Der Kommentar gehört zur wissenschaftlichen juristischen Sekundärliteratur. Er wurde vom Fachverlag „Registrų centras“ von 2004 bis 2010 herausgegeben.

## Bibliographie
- Armanas Abramavičius, Agnė Baranskaitė, Algimantas Čepas, Romualdas Drakšas, Anna Drakšienė, Oleg Fedosiuk, Girius Ivoška, Antanas Jatkevičius, Albertas Milinis, Vytas Milius, Vladas Pavilonis, Jonas Prapiestis, Deividas Soloveičikas, Gintautas Šulija, Gintaras Švedas (Redakteur: Jonas Prapiestis): Lietuvos Respublikos baudžiamojo kodekso komentaras I dalis. 1. Band: 1-98. Teisinės informacijos centras, Vilnius 2004, ISBN 9955-557-53-2.
- Egidijus Bieliūnas, Gintaras Švedas, Armanas Abramavičius: Lietuvos Respublikos baudžiamojo kodekso komentaras. 2. Band:  99–212. Registrų centras, Vilnius 2009, ISBN 978-9955-30-054-0.
- Egidijus Bieliūnas, Gintaras Švedas, Armanas Abramavičius: Lietuvos Respublikos baudžiamojo kodekso komentaras. 3. Band: 213-330. Registrų centras, Vilnius  2010, ISBN 978-9955-30-076-2.